# Facilitador
Un facilitador o tutor es la persona que ayuda a un grupo a entender los objetivos comunes y contribuye a crear un plan para alcanzarlos sin tomar partido, utilizando herramientas que permitan al grupo alcanzar un consenso en los desacuerdos preexistentes o que surjan en el transcurso del mismo. Hay muchos tipos de facilitadores, en función del tipo de ámbito en el que se desarrollen las actividades de los grupos.

## Facilitador del aprendizaje (educación)
El facilitador involucrado dentro del ámbito de la educación es un profesional que puede desarrollarse dentro del área presencial como dentro del virtual, a estos profesores se les llama facilitadores del aprendizaje ya que son los responsables de gestionar el aprendizaje de los alumnos; instruyendo, guiando y evaluándolos. 
En la actualidad con la inclusión y crecimiento acelerado de las diferentes TIC, a estos facilitadores educativos se le reconoce mayormente dentro del ámbito abierto o a distancia dado que desde sus inicios implementaron el actual modelo curricular basado en competencias. El estudiante en lugar de memorizar la información proporcionada por el profesor, debe “aprender a aprender” de forma significativa, por lo que el facilitador ya no actúa como el centro de la educación transmitiendo esta información sino como facilitador de todo el proceso de aprendizaje que tenga el alumno.
Josep María Duart Montoliu y Albert Sangrà (2000) en una de sus publicaciones mencionan:
“Esto no quiere decir que pase a limitarse a la simple gestión del aprendizaje. Por medio de la orientación y de la inducción, la acción docente tiene como objetivo ofrecer al estudiante herramientas y pistas que le ayuden a desarrollar su propio proceso de aprendizaje, a la vez que atienda sus dudas y sus necesidades...”.
Es el profesor (facilitador) en estos entornos virtuales de enseñanza que sufre cambios respecto al rol que toma en el sistema de enseñanza convencional. Los cambios que se incluyen en este nuevo modelo educativo es la presencia del uso de las diferentes TIC y diversos soportes de información, encaminado a realizar un énfasis en la conducción de un proceso de aprendizaje que aportan grandes beneficios en el proceso autoformativo. Generalmente entre las más destacadas encontramos:
- Flexibilidad al elegir los temas a estudiar así como en tiempos de estudio.
- Interacción facilitador– estudiante o estudiante- estudiante por medio de plataformas síncronas y asíncronas.
- Creación de una comunidad de aprendizaje y no solamente un salón de clases en donde todos aprenden de todos.
- Retroalimentaciones personalizadas tantas sean necesarias, sean por parte del facilitador o de la comunidad de aprendizaje.
- Acceso a diferentes fuentes de información en diferentes escenarios educativos.

Un aspecto importante a mencionar y también a diferenciar es cuando a facilitadores educativos se les nombra de igual forma "tutores" pues fungen como docentes y como responsables de ofrecer asimismo un apoyo psicosocial a los alumnos, aunque en algunas instituciones educativas virtuales logran diferenciar sus funciones denominándolos a cada uno simplemente "facilitador" y "tutor".

## Otras definiciones
Existen otras definiciones para facilitador, entre ellas podemos encontrar:
- "Un individuo que permite a grupos y organizaciones trabajar de forma más efectiva; a colaborar y lograr sinergia. Un facilitador es imparcial, no toma partido y abogando por uno u otro puntos de vista en la reunión, con una metodología justa, abierta e incluyente, puede alcanzar las metas de grupo." - Doyle[4]

- "Alguien que contribuye con estructura y proceso a las interacciones para que de esta forma los grupos puedan ser capaces de funcionar efectivamente y tomar decisiones de calidad. Su objetivo es brindar soporte para que otros tengan logros excepcionales." - Bens[5]

- "El trabajo del facilitador es apoyar los mejores pensamientos y prácticas en todos los participantes de un grupo. Para lograrlo, el facilitador promueve la máxima participación, el entendimiento mutuo y cultiva las responsabilidades compartidas. Incitando a todos a lograr sus más logrados pensamientos, permite a los miembros de un grupo buscar soluciones inclusivas y a construir acuerdos sustentables." - Kaner[6]

- Objetivos de la facilitacion consisten en lograr que el diálogo entre personas y grupos sea eficiente, eficaz, significativo, productivo, integrador, formativo, motivante, creativo y placentero. Además, ..facilitadores.. orientan a acuerdos y decisiones consensuadas hacia acciones necesarias, respetándose e incluyendo en el proceso todos los puntos de vista, inclusive el apoyo especializado cuando se requiere.." - Carnap[7]

- La facilitación de grupos es un conjunto de herramientas, técnicas y habilidades para garantizar el buen funcionamiento de un grupo, tanto en la consecución de sus objetivos y realización de su visión colectiva, como en la creación de un clima relacional donde reine la confianza y una comunicación fluida, empática y honesta. La facilitación ayuda a prevenir conflictos al incidir tanto en los aspectos estructurales y productivos del grupo, especialmente en la toma de decisiones y la evaluación de las estructuras grupales existentes, visibles y ocultas, como en los propios procesos grupales, desvelando problemas relacionales, situaciones de privilegio y abuso de poder y otros efectos no deseados de la cultura grupal". - Escorihuela[8]

Un facilitador exitoso encarna el respeto por los demás y una conciencia vigilante de las muchas capas de la realidad en un ser humano o grupo.
En caso de que no se pueda arribar a un consenso entre las partes, el facilitador ayudará al grupo a entender las diferencias que hay detrás.
La Asociación internacional de Facilitadores fue fundada en 1993 para promover esta profesión.

## Habilidades generales de un facilitador
Para ser buen facilitador son necesarias una serie de habilidades concretas. Las más básicas se corresponden con las  mejores prácticas a la hora de gestionar  reuniones: gestión del tiempo, seguimiento de una agenda previamente pactada y elaboración de un  acta o registro que recoja los temas tratados y los posibles acuerdos alcanzados. A un nivel más elevado, el buen facilitador debe ser un experto en las  dinámicas de grupo para poder gestionar el comportamiento grupal y el de cada uno de los componentes. Adicionalmente, el facilitador debe contar con habilidades para manejar discusiones estructuradas e informales, gestionar debates para que transcurran en los términos pactados por el grupo, animar a la participación a personas reticentes a hacerlo y gestionar situaciones o personas conflictivas.
Resulta crítico que el facilitador tenga un conocimiento suficiente de los temas tratados para que sus intervenciones animen el debate interno en lugar de frustrarlo. En el caso de que no se puedan llegar a acuerdos por consenso, el facilitador debería ser capaz de intervenir para hacer visibles las diferencias que dividen a los integrantes del grupo y establecer una dinámica para resolverlas.